# Georg Nagel
Georg Nagel (né le 24 août 1953 à Weingarten, Allemagne) est biophysicien et professeur au département de neurophysiologie de l'Université de Wurtzbourg en Allemagne. Ses recherches portent sur les photorécepteurs microbiens et le développement d'outils optogénétiques.

## Carrière scientifique
Georg Nagel étudie la biologie et la biophysique à l'Université de Constance, en Allemagne. Il obtient son doctorat à l'Université de Francfort en 1988, travaillant à l'Institut Max-Planck de biophysique de Francfort. En tant que postdoctorant, il travaille à l'Université Yale et à l'Université Rockefeller, aux États-Unis. De 1992 à 2004, il dirige un groupe de recherche indépendant au sein du département de chimie biophysique de l'Institut Max-Planck de biophysique de Francfort. Depuis 2004, il est professeur à l'Université de Wurtzbourg, en Allemagne, d'abord au Département de physiologie végétale moléculaire et de biophysique, depuis 2019 au Département de neurophysiologie.

## Recherches
Georg Nagel, avec Peter Hegemann, est crédité de la découverte des channelrhodopsines, qui ont ouvert le nouveau domaine de l'Optogénétique. Début 1995, Georg Nagel et Ernst Bamberg démontrent qu'une rhodopsine microbienne (bactériorhodopsine), lorsqu'elle est exprimée dans des cellules animales (ovocytes de Xénope), est pleinement fonctionnelle et rend les cellules sensibles à la lumière. En 2003, Nagel montre la fonctionnalité de la channelrhodopsine-2 (ChR2) dans une lignée cellulaire de mammifère, où l'éclairage avec une lumière bleue provoque une forte dépolarisation du potentiel membranaire. À la suite de cette publication de preuve de principe, ChR2 est exprimé dans les neurones hippocampiques en collaboration avec Karl Deisseroth, où des impulsions lumineuses provoquent des potentiels d'action avec une grande précision temporelle. La première application de l'optogénétique chez un animal intact, le ver rond Caenorhabditis elegans, publiée en 2005 par Georg Nagel et Alexander Gottschalk, est basée sur un mutant ChR2 (H134R) que Nagel a créé pour améliorer les photocourants. La première inhibition optogénétique réussie des pics neuronaux (2007) est basée sur les expériences antérieures de Nagel avec l'halorhodopsine de Natronomonas pharaonis. En 2007, dans le cadre d'une autre collaboration avec Peter Hegemann, Georg Nagel commence la manipulation optogénétique de l'AMPc. En 2015, Georg Nagel et Shiqiang Gao, en collaboration avec le groupe d'Alexander Gottschalk, caractérisent la première enzyme 8 TM, la rhodopsine, Cyclop, qui augmente la concentration de cGMP lorsqu'elle est activée par la lumière. Grâce au développement d'outils génétiquement codés, le groupe de Georg Nagel repousse les limites du contrôle optique des canaux ioniques et des pompes aux systèmes de seconds messagers, et les applique à de nombreux types d'organismes différents, dont les plantes.

## Prix
- Prix Wiley 2010 en sciences biomédicales, avec Peter Hegemann et Ernst Bamberg
- 2010 Prix Karl Heinz Beckurts, avec Peter Hegemann et Ernst Bamberg
- Prix Zülch 2012
- Prix Louis-Jeantet pour la Médecine 2013 avec Peter Hegemann
- Prix Brain 2013 décerné par la Fondation européenne de recherche sur le cerveau Grete Lundbeck
- Sélectionné comme membre de l'Organisation européenne de biologie moléculaire (EMBO) en 2015
- Prix Rumford 2019 pour « contributions extraordinaires liées à l'invention et au perfectionnement de l'optogénétique », avec Ernst Bamberg, Edward Boyden, Karl Deisseroth, Peter Hegemann et Gero Miesenböck[10]
- Prix Shaw 2020 en sciences de la vie[11]